# Hogeschool voor Economische Studies (Amsterdam)

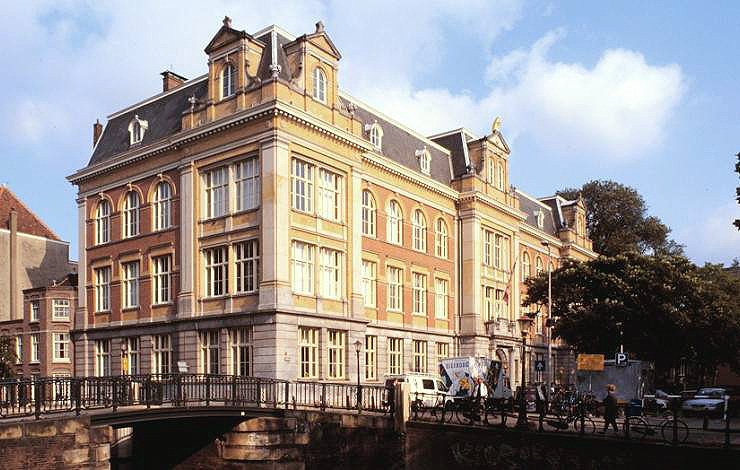
Het oude gebouw van de HES op het Raamplein. Foto: bmz.amsterdam.nl

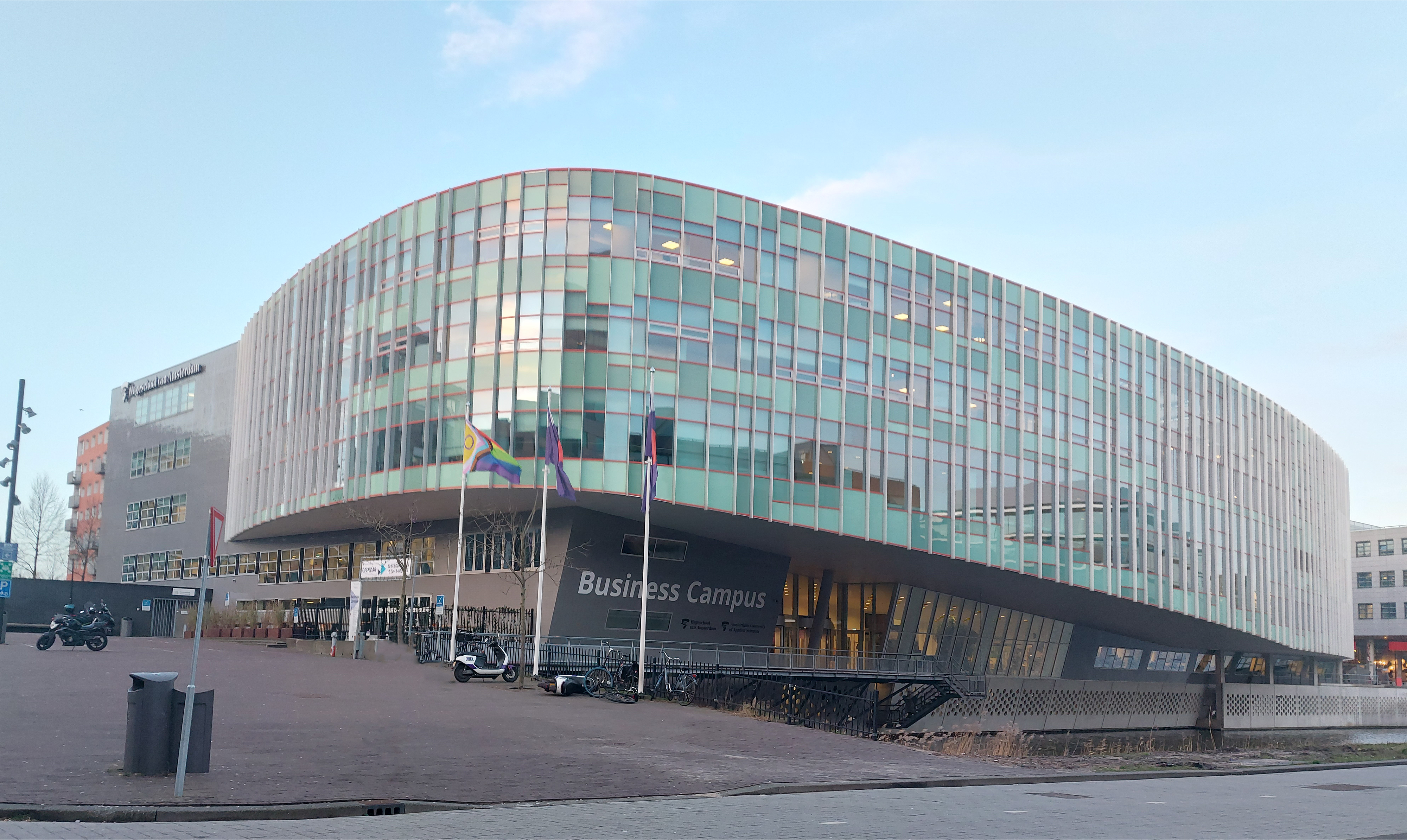
Nieuwbouw HES: De Fraijlemaborg

De Hogeschool voor Economische Studies (HES) in Amsterdam was een HBO-onderwijsinstelling met opleidingen op economisch gebied en was een school met een traditie van meer dan 125 jaar. Tegenwoordig is het onderdeel geworden van economische onderwijsinstituut van de Hogeschool van Amsterdam.
Was de HES vroeger gevestigd in een monumentaal pand aan het Raamplein 1 binnen het centrum van Amsterdam, door de groei tot ca 6000 studenten kwamen er locaties bij aan de Wibautstraat en het Weesperplein. Andere kleinere locaties waren de Van Riebeeckstraat, Jan Swammerdam Instituut, voormalig Wilhelmina Gasthuisterrein, Prinsengracht. In 2004 werd een compleet nieuw pand betrokken aan de Fraijlemaborg naast het station Amsterdam Bijlmer ArenA in Amsterdam-Zuidoost. Sinds 2022 heet dit gebouw het Corry Tendeloohuis.

## Fusie en de huidige stand van zaken
Later in hetzelfde jaar zijn de HES en de Hogeschool van Amsterdam gefuseerd. Alle opleidingen die voorheen zelf door de HES werden gegeven werden vallen nu onder de Hogeschool van Amsterdam. Door de fusie en dit nieuwe pand heeft de Hogeschool van Amsterdam nu twee locaties gekregen waar de economische opleidingen worden gegeven. De eerste is de locatie Leeuwenburg nabij het Amstelstation.
Met de nieuwe domeinvorming van Economie en Management, is de naam "Hogeschool voor Economische Studies" nu overbodig geworden en is ook de vestiging aan de Fraijlemaborg een integraal onderdeel geworden binnen de hogeschool.
Nog steeds kunnen op beide locaties (Leeuwenburg en Fraijlemaborg) veel traditionele studies zoals Bedrijfseconomie en Commerciële Economie gekozen worden. Er is een afdeling Voltijd, Internationaal en een afdeling Deeltijd (deze laatste vooral en alleen aan Leeuwenburg). De afdeling Internationaal verzorgt met name ook de Engelstalige afdeling, waar in principe al het onderwijs in het Engels gegeven wordt. Daarnaast geeft bijvoorbeeld de afdeling TMA (=Trade Management Asia, deel van de afdeling Internationaal) ook lessen in het Chinees, Japans en Hindi.
De school telt circa 10.000 studenten, waarvan zo'n 4000 op Leeuwenburg.